# Lastreopsis microsora
Lastreopsis microsora là một loài thực vật có mạch trong họ Dryopteridaceae. Loài này được (Endl.) Tindale miêu tả khoa học đầu tiên năm 1957.